# Petre Msjvenieradze
Petre Msjvenieradze (georgiska: პეტრე მშვენიერაძე, ryska: Пётр Яковлевич Мшвениерадзе, Pjotr Jakovlevitj Msjvenieradze), född 24 mars 1929 i Tbilisi, död 3 juni 2003 i Moskva, var en sovjetisk vattenpolospelare. Han tog OS-brons 1956 och OS-silver 1960 med Sovjetunionens landslag.
Msjvenieradze spelade nio matcher i den olympiska vattenpoloturneringen i Helsingfors. OS-medaljör blev han 27 år gammal i samband med den olympiska vattenpoloturneringen i Melbourne där han gjorde elva mål. Turneringen är mest känd för den avbrutna blodet i vattnet-matchen mot Ungern. OS-silver tog Msjvenieradze 31 år gammal i den olympiska vattenpoloturneringen i Rom. I den turneringen gjorde han fem mål.